# Isla Kopaitic

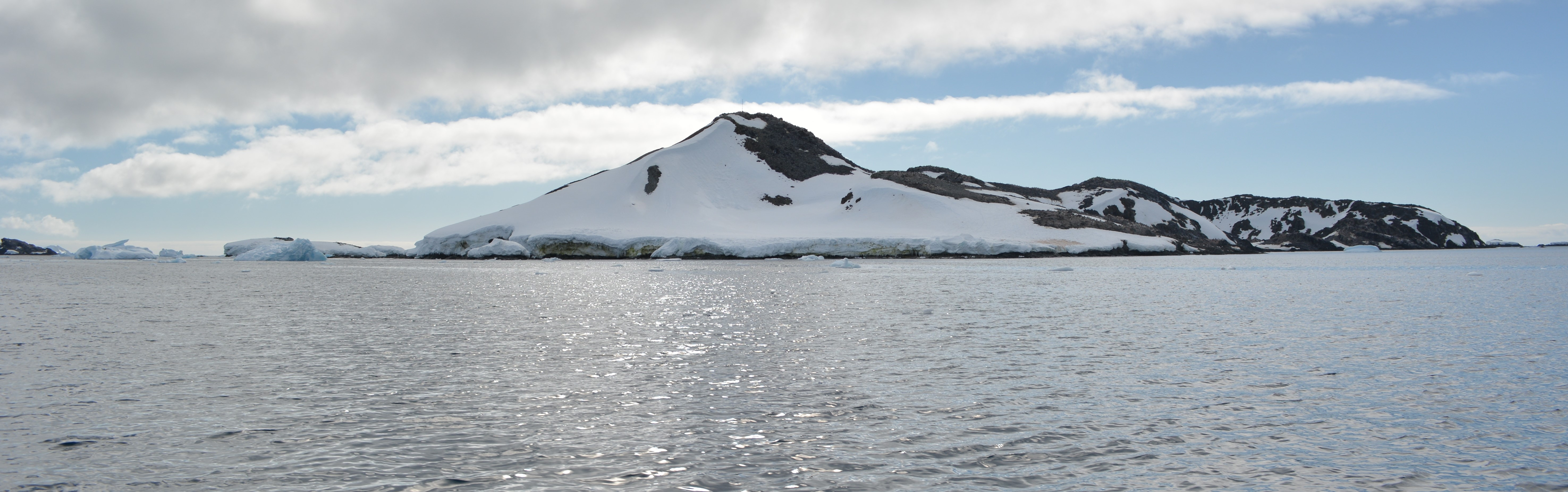
Isla Kopaitic, Antártida

La Isla Kopaitic es una Isla del grupo de las Islas Duroch en la Antártica, situada a 600 metros al noroeste del Cabo Legoupil, en la Península Trinidad, en el extremo de la Península Antártica en coordenadas 63° 18′ S , 57°54′ O. Se encuentra  próxima a la Base Antártica del Ejército de Chile. Su fauna se representa en su mayoría por la población de pingüinos pygoscélidos Adelia, Barbijo y Papúa, Se halla cubierta casi completamente de nieve y sus costas son escarpadas.
Su acceso puede realizarse desde la Base General Bernando O'Higgins, navegando durante 10 minutos. 
Fue denominada y cartografiada por la 1° Expedición Antártica Chilena de 1947 en homenaje al Teniente primero Boris Kopaitic O'Neill de la Armada de Chile, quien fue el primer Oficial de la expedición a la Isla Greenwich, Comandante de la Base Naval Capitán Arturo Prat y el primer Gobernador marítimo del Territorio Antártico Chileno por Decreto Supremo el 20 de enero de 1947.

## Reclamaciones territoriales

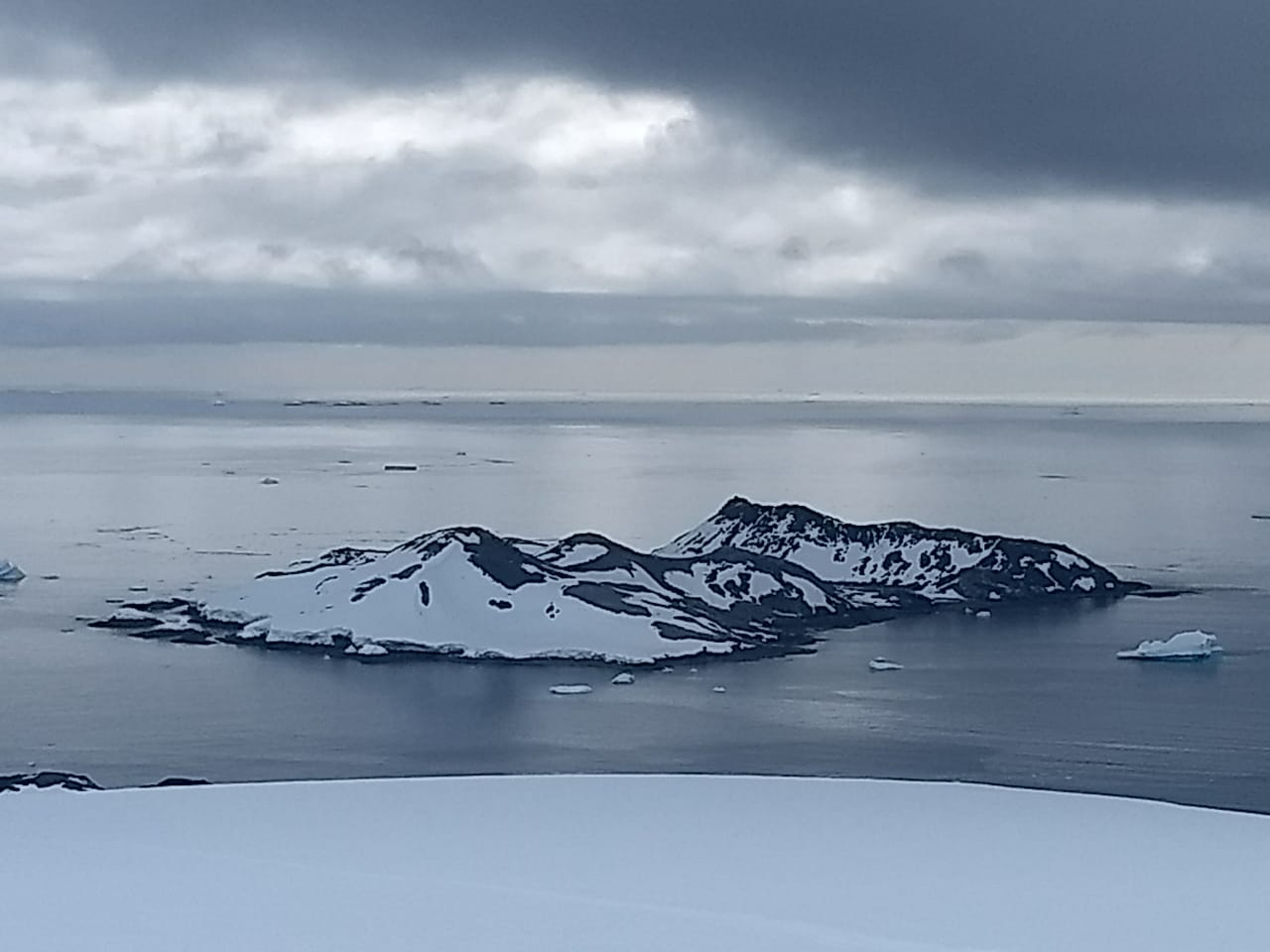

Para Chile forma parte de la comuna Antártica de la provincia Antártica Chilena dentro de la Región de Magallanes y de la Antártica Chilena. La reclamación está sujeta a las disposiciones del Tratado Antártico.
País reclamante: 
- Chile: Isla Kopaitic